# Еванс-Міллс (Нью-Йорк)
Еванс-Міллс (англ. Evans Mills) — селище (англ. village) в США, в окрузі Джефферсон штату Нью-Йорк. Населення — 678 осіб (2020).

## Географія
Еванс-Міллс розташований за координатами 44°5′14″ пн. ш. 75°48′28″ зх. д. / 44.08722° пн. ш. 75.80778° зх. д. (44.087269, -75.807794).  За даними Бюро перепису населення США в 2010 році селище мало площу 2,15 км², уся площа — суходіл.

## Демографія
Згідно з переписом 2010 року, у селищі мешкала 621 особа в 258 домогосподарствах у складі 160 родин. Густота населення становила 289 осіб/км².  Було 282 помешкання (131/км²).
Расовий склад населення:
| - 88,9 % — білих - 2,4 % — чорних або афроамериканців - 2,3 % — азіатів - 2,3 % — осіб інших рас |

До двох чи більше рас належало 4,2 %. Частка іспаномовних становила 5,2 % від усіх жителів.
За віковим діапазоном населення розподілялося таким чином: 23,0 % — особи молодші 18 років, 63,0 % — особи у віці 18—64 років, 14,0 % — особи у віці 65 років та старші. Медіана віку мешканця становила 38,3 року. На 100 осіб жіночої статі у селищі припадало 103,6 чоловіків;  на 100 жінок у віці від 18 років та старших — 92,0 чоловіків також старших 18 років.
Середній дохід на одне домашнє господарство  становив 57 904 долари США (медіана — 46 875), а середній дохід на одну сім'ю — 71 812 долари (медіана — 71 429). Медіана доходів становила 53 333 долари для чоловіків та 36 583 долари для жінок. За межею бідності перебувало 12,9 % осіб, у тому числі 11,8 % дітей у віці до 18 років та 10,1 % осіб у віці 65 років та старших.
Цивільне працевлаштоване населення становило 197 осіб. Основні галузі зайнятості: освіта, охорона здоров'я та соціальна допомога — 24,4 %, роздрібна торгівля — 13,2 %, публічна адміністрація — 12,2 %, будівництво — 11,7 %.